# Ligne principale Eizan
La ligne principale Eizan (叡山本線, Eizan-honsen) est une ligne ferroviaire de la compagnie Eizan Electric Railway (Eiden) à Kyoto au Japon. Elle relie la gare de Demachiyanagi à celle de Yase-Hieizanguchi.

## Histoire
La ligne est inaugurée le 27 septembre 1925.

## Caractéristiques

### Ligne
- Longueur : 5,6 km
- Écartement : 1 435 mm
- Alimentation : 600 V par caténaire
- Vitesse maximale : 60 km/h
- Nombre de voies : double voie

### Liste des gares
| Numéro | Gare                            | Nom japonais         | Distance (km) | Correspondances                 | Localisation    |
| ------ | ------------------------------- | -------------------- | ------------- | ------------------------------- | --------------- |
| E01    | Demachiyanagi                   | 出町柳               | 0             | Keihan : Ōtō                    | Sakyō-ku, Kyoto |
| E02    | Mototanaka                      | 元田中               | 0,9           |                                 | Sakyō-ku, Kyoto |
| E03    | Chayama - Kyōto-Geijutsudaigaku | 茶山・京都芸術大学駅 | 1,4           |                                 | Sakyō-ku, Kyoto |
| E04    | Ichijōji                        | 一乗寺               | 2,1           |                                 | Sakyō-ku, Kyoto |
| E05    | Shūgakuin                       | 修学院               | 2,9           |                                 | Sakyō-ku, Kyoto |
| E06    | Takaragaike                     | 宝ケ池               | 3,8           | Eiden : Kurama (interconnexion) | Sakyō-ku, Kyoto |
| E07    | Miyakehachiman                  | 三宅八幡             | 4,4           |                                 | Sakyō-ku, Kyoto |
| E08    | Yase-Hieizanguchi               | 八瀬比叡山口         | 5,6           | Funiculaire Eizan               | Sakyō-ku, Kyoto |